# 1. Panzer-Division (Wehrmacht)
Die 1. Panzer-Division war ein Großverband des Heeres der deutschen Wehrmacht. Sie war vor dem Zweiten Weltkrieg die erste einsatzfähige Panzer-Division.

## Vorgeschichte
Ab 1928 existierte in der Reichswehr ein 5-Jahresplan, der vorsah innerhalb der nächsten drei bis fünf Jahre eine Panzertruppe aufzustellen. Als erster Panzerausbildungstruppenteil wurde am 1. November 1933 das Kraftfahrlehrkommando Zossen aufgestellt. Es handelte sich um eine Kompanie mit Soldaten, welche die geheime Panzerausbildung in der Sowjetunion absolviert hatten. Im Januar 1934 erhielt das Lehrkommando die ersten 150 Schulfahrgestelle, die eigentlich Panzerkampfwagen I ohne Panzeroberwanne und Turm waren. Am 1. November 1934 wurde das Kraftfahrlehrkommando Zossen zu einem vollständigen Panzer-Regiment aufgestockt und auf dem Truppenübungsplatz Ohrdruf wurde das Panzer-Regiment 2 mit einer I. und II. Abteilung mit je drei leichten und einer mittleren Panzerkompanie aufgestellt. Beide Regimenter bildeten zusammen die Panzer-Brigade 1 der Versuchs-Panzerdivision 1934/35. Im August 1935 wurde der Verband inoffiziell zur 1. Panzer-Division des Deutschen Reiches.
Am 15. Oktober 1935 wurde die zweite Phase des deutschen Heeresaufbauprogramms mit der Aufstellung der umgegliederten 1. Panzer-Division, der neu aufgestellten 2. Panzer-Division und der neu aufgestellten 3. Panzer-Division umgesetzt.

## Geschichte

### 1935–1938

#### Aufstellung
Am 1. Oktober 1934 erließ der Reichswehrminister eine Weisung, welche die Verwendung von Tarnbezeichnungen für die neuen Heerestruppenteile zum Inhalt hatte. Hierbei wurde unter der Bezeichnung 3. Kavallerie-Division in Weimar ein Divisionsstab aufgestellt. Auch die später als Kampfwagen-Abteilungen bezeichneten Panzertruppen entstanden als sogenannte Kraftfahrlehrkommandos. Am 12. Oktober wurde die Gliederung der Versuchs-Panzerdivision 1934/35 innerhalb des Heers bekannt gegeben. Nachdem am 1. November 1934 die ersten Verbände in Regimentsstärke aufgestellt wurden, verwendete die Kraftfahrtruppe ab dem 1. Februar 1935 im Geheimen die späteren Bezeichnungen Panzer-Division, Panzer-Brigade, Panzer-Regiment und Panzer-Kompanie. Am 16. März 1935 mit der Einführung der allgemeinen Wehrpflicht wurden die Bezeichnungen offiziell. Im August 1935 fand auf dem Truppenübungsplatz Munster eine große Übung statt, für die eine neue, angepasste Gliederung des nunmehr inoffiziell als 1. Panzer-Division bezeichneten Verbands, verwendet wurde. Die Erfahrungen zur Führung mittels Funk und zur Organisation wurden unmittelbar ausgewertet.
Die offizielle Aufstellung der 1. Panzer-Division (Weimar) erfolgte am 15. Oktober 1935 im Wehrkreis IX.
Die Gliederung mit den für den Verband durchgeführten Neuaufstellungen war:
- Divisionsstab (Weimar) (aus 3. Kavallerie-Division (mot.))
- Panzer-Brigade 1 (Erfurt) (aus I. Abteilung/Kraftfahr-Lehrkommando Ohrdruf und Personalabgaben Reiter-Regiment Demmin (5. und 6. (preuß.) Reiter-Regiment))
  - Panzer-Regiment 1 (Erfurt) (zusammen mit dem Brigade-Stab s. o.)
  - Panzer-Regiment 2 (Eisenach) (aus Masse Reiter-Regiment Breslau (Nr. 7) und Teilen II./ Kraftfahrlehrkommando Ohrdruf)
- Schützen-Brigade 1 (Weimar) (aus Teilen I. Abteilung/Reiter-Regiment 16 (Erfurt))
  - Schützen-Regiment 1 (Gera und Weimar) (aus Reiter-Regiment 11 und Teilen Schützen-Regiment Meiningen (I./IR 14) in Weimar)
  - Kradschützen-Bataillon 1 (Bad Freienwalde (Oder)) (zum Teil aus Teilen I. Abteilung/Reiter-Regiment 16 (Erfurt))
- Artillerie-Regiment (mot.) 73 (Weimar und Erfurt) (aus Artillerie-Lehr-Abteilung (mot.) Ohrdruf)
- Aufklärungs-Abteilung 4 (Sondershausen) (aus Masse Kraftfahr-Abteilung Leipzig (Nr. 4))
- Panzerabwehr-Abteilung 37 (Mühlhausen) (aus verstärkter 3. Kompanie/Kraftfahr-Abteilung 5 (Halb-Abteilung Kassel))
- Nachrichten-Abteilung (mot.) 37 (aus 6. Kompanie (Na.)/Reiter-Regiment 16)
- 1. Pionier-Kompanie (mot.) 37 (Wittenberg/Elbe) (aufgefüllt zum Pio.-Btl. (mot.) 37 mit Personal aus Breslau und Hannoversch-Münden)
- Nachschubtruppen Nr. 81

Das I. Bataillon des Schützen-Regiment 1 war der erste Divisionsverband der Wehrmacht der durchgängig mit Schützenpanzerwagen ausgerüstet wurde, dies waren in der Masse Sd.Kfz. 251. Ab 1939 war das Pionier-Bataillon (mot.) 37 in Jena stationiert.

## Einsatz
Bei Kriegsbeginn war sie eine von sechs Panzer-Divisionen, die bis dahin aufgestellt worden waren. Sie unterstand dem XVI. Armeekorps der 10. Armee.

### Polenfeldzug
Die 1. Panzer-Division begann 1939 den Angriffskrieg gegen Polen zusammen mit der 4. Panzer-Division in Nordpolen und stieß in Richtung Warschau vor. Zwischen dem 16. und 20. September schlug sie einen polnischen Gegenangriff an der Bzura zurück.
Ab 1940 kam die Ersatzgestellung ergänzend aus dem Wehrkreis X.

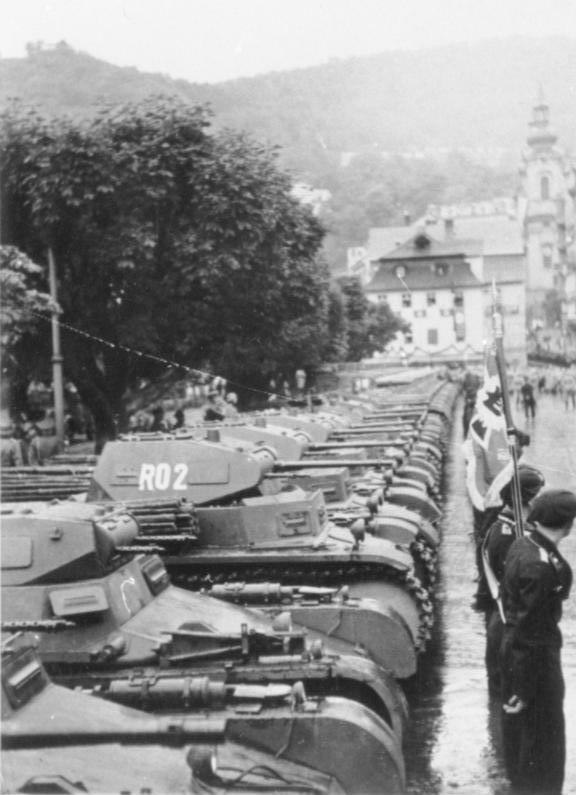
Parade der 1. Panzer-Division in Karlsbad am 4. Oktober 1938

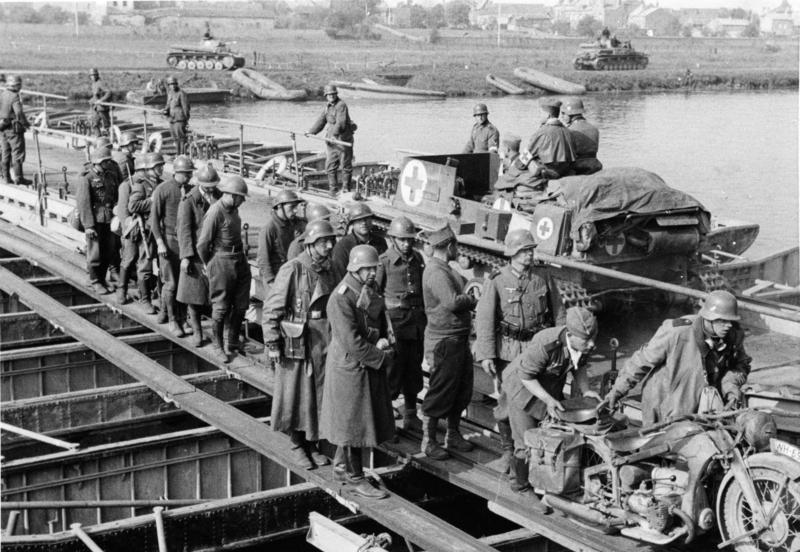
Panzer der Division beim Maasübergang bei Sedan, 1940

### Frankreichfeldzug
Im Mai 1940 wurde die Panzer-Division an die Westfront verlegt und unter das Kommando von General der Panzertruppe Heinz Guderians XIX. Armeekorps gestellt. Die Division stieß im Westfeldzug durch die Ardennen vor und erreichte am 16. Mai den Durchbruch bei Sedan.

#### Dünkirchen
Ende Mai operierte sie gegen die Britischen Expeditionsstreitkräfte, erhielt aber 15 km vor Dünkirchen den Haltebefehl. Nach dem Einsatz in Nordfrankreich wurde sie an die Aisne verlegt, um den verbleibenden Widerstand in Westfrankreich zu brechen. Am 12. Juni erreichte die Division den Durchbruch in Richtung Belfort. Die Division ging dann weiter nach Süden vor, bis Frankreich am 22. Juni in Compiègne kapitulierte.
Nach dem Ende der Operationen im Westen wurde die Division neu strukturiert. Das Panzerregiment 2 wurde an die 16. Panzer-Division abgegeben, zur Kompensation erhielt die Division das Schützen-Regiment 113. Welches im Oktober 1940 mit einem Kader aus Personal der Schützen-Brigade 1 und neuem Personal aus den Wehrkreisen gebildet wurde.

### Unternehmen Barbarossa
Beim Angriff auf die Sowjetunion operierte die Division bei der Heeresgruppe Nord im Rahmen der Panzergruppe 4 und war dem XXXXI. mot. Armeekorps (General der Panzertruppe Reinhardt) unterstellt. Sie durchquerte Estland und erreichte am 14. Juli die Luga, 65 km vor Leningrad. Dort blieb die Division drei Wochen, während die Front begradigt wurde.

#### Leningrad
Mit dem Beginn der Leningrader Blockade und dem Erreichen des Ladogasees durch die Wehrmacht begann die Division als Panzerspitze in Richtung des Stadtzentrums von Leningrad vorzugehen. Die Division erreichte den Stadtperimeter am 8. September, wurde aber am 18. von der Front abgezogen, da sich die Operationen gegen den Ladogasee festgefahren hatten.

#### Moskau 1941
Im Oktober wurde die Panzer-Division zur Schlacht um Moskau abgestellt und unter das Kommando der Panzergruppe 3 gestellt. Die Division stand Ende November etwa 20 km vor Moskau, konnte die Stadt aber nicht erreichen, bis am 6. Dezember die sowjetische Gegenoffensive begann.
In den nächsten zwei Monaten war die Division in schwere Abwehrkämpfe verwickelt. Der Rückzug der Division begann in Klin und bewegte sich im Bereich von 100 bis 200 km westlich von Moskau.

### Auffrischung in Frankreich
Ende des Jahres stand sie bei Rschew, von wo sie im Januar 1943 nach Frankreich zur Wiederaufrüstung verlegt wurde.

### Verlegung auf den Balkan
Im Juni 1943 wurde die Division auf den Balkan verlegt, dann nach Griechenland zur Küstenverteidigung.

### Verlegung an die Ostfront
Erst im November wurde sie in die Ukraine verlegt, wo sie sich an der Schlacht um Kiew beteiligte. Die Division kämpfte im Frühjahr 1944 während der sowjetischen Dnepr-Karpaten-Operation im Abschnitt der 1. Panzerarmee. Sie wurde im Verband des III. Panzerkorps zum Entsatz der im Kessel von Korsun eingeschlossenen Gruppe Stemmermann auf Lyssjanka angesetzt (Februar 1944).

#### Hube-Kessel
Im März/April wurde die Division während der Kesselschlacht von Kamenez-Podolski im sogenannten Hubekessel eingeschlossen, schaffte aber den Ausbruch. Im September 1944 wurde die Division in die Karpaten verlegt.

#### Budapest
Im Oktober verlegte der Verband nach Ungarn, wo er im Rahmen des LVII. Panzerkorps an der Schlacht um Budapest teilnahm.

#### Rückzug in die Alpen
Anfang März 1945 war die Division wieder im Bereich des III. Panzerkorps (General Breith) eingesetzt und in die östlichen Ausläufer des Alpenraums (Wechselgebiet) zurückgedrängt. Nach einem letzten taktischen Gegenangriff ab 16. April 1945 im oststeirischen Joglland (Raum Vorau) wurde die Division durch die 1. Volks-Gebirgs-Division abgelöst und nach Ebersdorf-Hartberg zurückgezogen. Anfang Mai ging sie zusammen mit den südlicher stehenden Resten der 3. Panzer-Division über Weiz und Gleisdorf auf Graz zurück.

### Kapitulation
Bis zum 8. Mai setzte sie sich dann mit Masse nach Nordwesten zur Enns ab, wo bereits Truppen der 3. US Army standen, um dort zu kapitulieren. Das geschah, nachdem der Waffenstillstand mit den US-Amerikanern in Kraft getreten war. Die Angehörigen der Division waren daher nicht Kriegsgefangene, sondern entwaffnete Deutsche, die relativ schnell entlassen wurden.

## Kommandeure
| Nr. | Dienstgrad                          | Name                  | Datum                                               |
| --- | ----------------------------------- | --------------------- | --------------------------------------------------- |
| 1.  | Generalleutnant                     | Maximilian von Weichs | 1. Oktober 1935 bis 30. September 1937              |
| 2.  | GeneralmajorGeneralleutnant         | Rudolf Schmidt        | 1. Oktober 1937 bis 2. November 1939                |
| 3.  | Generalmajor/Generalleutnant        | Friedrich Kirchner    | 3. November 1939 bis 16. Juli 1941                  |
| 4.  | Generalmajor/Generalleutnant        | Walter Krüger         | 17. Juli 1941 bis 8. August 1942                    |
| 5.  | Oberst                              | Oswin Grolig          | 8. August 1942 bis 21. Oktober 1942 (in Vertretung) |
| 6.  | Generalmajor/Generalleutnant        | Walter Krüger         | Oktober 1942 bis September 1943                     |
| 7.  | Oberst                              | Walter Soeth          | September 1943 (in Vertretung)                      |
| 8.  | Generalleutnant                     | Walter Krüger         | September 1943 bis 1. Januar 1944                   |
| 9.  | Generalmajor                        | Richard Koll          | 1. Januar bis 19. Februar 1944                      |
| 10. | Oberst/Generalmajor                 | Werner Marcks         | 20. Februar bis 25. September 1944                  |
| 11. | Oberst/Generalmajor/Generalleutnant | Eberhard Thunert      | 25. September 1944 bis 8. Mai 1945                  |

## Organisation
1. Panzer-Division
- 1. Panzer-Brigade
  - Panzer-Regiment 1
    - Panzer-Abteilung I (aufgehoben Juli 1941; neu aufgestellt Januar 1943)
    - Panzer-Abteilung II

  - Panzer-Regiment 2 (aufgehoben Oktober 1940)
    - Panzer-Abteilung I
    - Panzer-Abteilung II
- 1. Schützen-Brigade
  - Schützen-Regiment 1 (umbenannt in Panzergrenadier-Regiment 1. Juli 1941)
    - Schützen-Bataillon I
    - Schützen-Bataillon II
    - Schützen-Bataillon III (aufgestellt Oktober 1939, aufgelöst November 1940)

  - Schützen-Regiment 113 (umbenannt in Panzergrenadier-Regiment 113 Juli 1941)
    - Schützen-Bataillon I (aufgestellt November 1940)
    - Schützen-Bataillon II (aufgestellt Februar 1941)

  - Kradschützen-Bataillon 1
- Artillerie-Regiment 73
  - Artillerie-Abteilung I
  - Artillerie-Abteilung II
  - Artillerie-Abteilung III (aufgestellt 1941)
- Aufklärungs-Abteilung 4
- Panzerjäger-Abteilung 37
- Heeres-Flak-Abteilung 299 (aufgestellt 1943)
- Pionier-Bataillon 37
- Grenadier-Ersatz-Abteilung 1009
- Nachrichten-Abteilung 37

## Bekannte Divisionsangehörige
- Helmuth von Grolman (1898–1977), Offizier und Politiker, ab 20. März 1959 erster Wehrbeauftragter des Deutschen Bundestages
- Hans-Joachim von Hopffgarten (1915–2000), war von 1970 bis 1973 als Generalleutnant stellvertretender NATO-Befehlshaber der alliierten Streitkräfte „Ostseezugänge“
- Curt von Jesser (1890–1950), diente im Stab des Panzer-Regiments 2
- Wolfgang Keilig (1915–1984), war ein deutscher Offizier, zuletzt Brigadegeneral der Bundeswehr und Militärschriftsteller
- Johann Adolf Graf von Kielmansegg, später General, war Ic der Division
- Helmut Schmidt (1918–2015), Politiker (SPD), 1974–1982 fünfter Bundeskanzler der Bundesrepublik Deutschland